# Theridion leechi
Theridion leechi är en spindelart som beskrevs av Willis J. Gertsch och Archer 1942. Theridion leechi ingår i släktet Theridion och familjen klotspindlar. Inga underarter finns listade i Catalogue of Life.